# Beer-Touvia
Beer-Touvia (באר טוביה) est un moshav situé sur la côte méditerranéenne et fondé en 1887 sur des terrains acquis par le Baron Edmond de Rothschild et nommés alors les "terres de Kastina".
Le nom « Beer-Touvia » vient du nom de l'ancien village arabe voisin Bir-Tabiya. À cause des conditions de vie difficiles, de l'isolement géographique du lieu, du manque d'eau et des altercations avec les voisins arabes, Beer-Touvia est momentanément abandonné. C'est seulement en 1896 que les terres sont réinvesties par un groupe de pionniers issus des Amants de Sion. Lors des émeutes sanglantes d'août 1929, le lieu est de nouveau évacué. Un an plus tard en 1930, Beer-Touvia est reconstruit de ses ruines et prend officiellement le statut de moshav.
Beer-Touvia compte aujourd'hui 918 habitants.